# Mangosuthu Buthelezi
Mangosuthu « Gatsha » Buthelezi, né le 27 août 1928 à Mahlabathini (Zoulouland au sein de la province du Natal, Union d'Afrique du Sud) et mort le 9 septembre 2023, est un prince zoulou et un homme politique sud-africain, fondateur en 1975 de l'Inkatha Freedom Party (IFP), Premier ministre du bantoustan autonome du KwaZulu de 1976 à 1994, et ministre des Affaires intérieures d'Afrique du Sud de 1994 à 2004. Il est membre de l'assemblée nationale du parlement sud-africain de 1994 à sa mort.

## Biographie
Mangosuthu Buthelezi est le fils du chef Mathole Buthelezi et de la princesse Magogo kaDinuzulu, sœur du roi Solomon kaDinuzulu. 
C'est lors de ses études à l'université de Fort Hare entre 1948 et 1950 qu'il rejoint la ligne de jeunesse du Congrès national africain (ANC) en lutte contre les discriminations raciales imposées par le régime de la minorité blanche en Afrique du Sud. Il fait alors la connaissance de Robert Mugabe et de Robert Sobukwe.
Il est exclu de l'université en 1950 pour avoir participé à des boycotts. Il termine sa licence à l'université du Natal. 
En 1952, il se marie avec Irene Audrey Thandekile Mzila. Le couple a trois fils et quatre filles. 
En 1953, il hérite de la direction patriarcale (chefferie) de la tribu des Buthelezi à la place de son frère ainé Mcelelin en délicatesse avec les forces de police. 
En 1970, Buthelezi est nommé chef de l'autorité territoriale du KwaZulu par le gouvernement et en 1976 devient le premier ministre du bantoustan autonome du KwaZulu. L'inkatha est accusé d'être une armée de supplétifs du gouvernement. Pourtant, en 1975, Buthelezi, alors encore chef territorial fonde l'Inkatha Freedom Party avec l'approbation de l'ANC. La rupture avec cette dernière n'est consommée qu'en 1980. 
Il est partisan d'une Alliance noire sud-africaine, nationaliste et tribaliste, opposée au front multiracial de l'ANC. 
En 1982, Buthelezi s'oppose à la cession par le gouvernement de la région d'Ingwavuma du nord Natal à l'État du Swaziland. Il défére le gouvernement devant la justice sud-africaine qui tranche en sa faveur, reconnaissant que le gouvernement sud-africain a violé ses propres lois de 1972 en ne consultant pas les populations concernées. 
À partir de 1986, une guerre civile larvée qui fait plus de 10 000 morts entre partisans de l'IFP et de l'ANC ensanglante le Natal[réf. nécessaire]. 
Durant les années 1980, il tente au niveau international d’apparaître comme une alternative sérieuse et crédible à l'ANC. Revendiquant son anti-communisme, il s'oppose aux sanctions internationales contre le régime d'apartheid et est reçu avec égards à Londres et à Washington, D.C.. 
À partir de la libération de Nelson Mandela en 1990, Buthelezi tente d’apparaître comme la personnalité incontournable permettant d'éviter la guerre civile à toute l'Afrique du Sud. Son but est officiellement de sauvegarder la spécificité zouloue du Natal et plus particulièrement ses privilèges en revendiquant la constitution d'un état zoulou indépendant en Afrique du Sud. 
Il bénéficie de l'appui des services secrets et de certaines personnalités du gouvernement très hostiles à l'ANC. Il rejoignit également dans un front du refus l'Alliance des Libertés, les partisans de l'apartheid comme le Parti conservateur d'Afrique du Sud. 
Sa stratégie est jugée payante car toute idée de transition pacifique vers une société multiraciale est jugée impossible sans l'accord de Buthelezi qui en profite pour imposer certaines de ses revendications après des défilés de milliers de ses partisans dans les rues de Durban et de Johannesburg.
Après l'éclatement de l'Alliance des Libertés, au début de l'année 1994, les zoulous font encore une démonstration de force dans les rues de Johannesburg en mars puis Buthelezi accepte, après d'ultimes négociations avec l'ANC et le gouvernement, de participer aux élections du 27 avril 1994. 
L'Inkatha remporte la nouvelle province du KwaZulu-Natal comme l'escomptait bien Buthelezi. Cette victoire est acquise à l'arraché mais l'ANC renonce à dénoncer les fraudes afin de garantir la paix civile, d'autant plus que Buthelezi obtient le droit pour son parti de participer au gouvernement d'union nationale sous l'égide de Nelson Mandela. 
De mai 1994 à 2004, Buthelezi est ainsi ministre des affaires intérieures d'Afrique du Sud sous les gouvernements de Nelson Mandela et Thabo Mbeki.
En 2002, Mangosuthu Buthelezi est mis en cause par la Commission de la vérité et de la réconciliation dans un rapport le citant parmi les auteurs de violations des droits de l’Homme sous l’apartheid ("le principal auteur (...) responsable d’approximativement 33 % de la totalité des violations rapportées par la commission"). 
En 2004, il enterre son fils, le prince Nelisuzulu Benedict Buthelezi, puis sa fille, la princesse Mandisi Sibukakonke (âgée de 48 ans), tous deux morts du sida. 
En 2004, il est élu en 15e place parmi les 100 plus grandes personnalités d'Afrique du Sud.
Il meurt le 9 septembre 2023.

### Ouvrages
- (en) Ben Temkin, Buthelezi : a biography, Londres, F. Cass, 2003, 415 p.

### Articles
- (en) Ngqulunga, Bongani, « The Changing Face of Zulu Nationalism: The Transformation of Mangosuthu Buthelezi's Politics and Public Image », South African Journal of Political Studies, vol. 47,‎ septembre 2020, p. 287-304 (lire en ligne)